# 36800 Катарінавітт
36800 Катарінавітт (36800 Katarinawitt) — астероїд головного поясу, відкритий 28 вересня 2000 року.
Тіссеранів параметр щодо Юпітера — 3,603.
Названо на честь видатної німецької фігуристки Катаріни Вітт